# Mariano Sabatini
Mariano Sabatini (Roma, 18 marzo 1971) è un giornalista, conduttore radiofonico e scrittore italiano.

## Biografia
Ha iniziato a lavorare nel 1992 come cronista per una testata romana. Due anni dopo viene chiamato da Luciano Rispoli a sostituire un autore del Tappeto Volante su Telemontecarlo (TMC). Da allora ha proseguito parallelamente l'attività giornalistica (iscritto all'ordine dal 1996) e quella di autore televisivo. Giorgio Dell'Arti e Massimo Parrini lo hanno inserito nel Catalogo dei viventi 2009. Nell'ambito del Festival della Letteratura 2013 è stato insignito del Premio Città di Giulianova.
Da fine 2019 dirige, insieme a Divier Nelli, la casa editrice Polillo Editore.

### Televisione
Dal 1994 fino a luglio 1998, e poi nel 2001 e fino al 2005, è autore del talk show Tappeto Volante, in onda prima su TMC poi sul circuito di Odeon TV, su Raisat Album e su Canale Italia (e in contemporanea sul canale 883 di Sky). Arrivato alla tv grazie all'intuizione di Luciano Rispoli che ha ravvisato nel giovane giornalista che era andato a intervistarlo doti di autore, Sabatini ha proseguito a collaborare con grandi network. Sempre per TMC, tra ottobre 1998 e gennaio 1999,  è autore del "Primo Campionato di lingua italiana", nato sul modello del quiz Parola mia che Luciano Rispoli aveva ideato e condotto per tre stagioni su Raiuno: un quiz che ha visto protagonisti giovani universitari alle prese con etimologie, definizioni, modi di dire e temi scritti in buon italiano. Tra il 2002 e il 2003 firma la riedizione di Parola mia, conduttore Luciano Rispoli: settanta appuntamenti su Raitre; per la quale ha scritturato, come partner di Rispoli, la scrittrice Chiara Gamberale.

### Radio
Nel 1996 collabora con recensioni di cinema a Radiodue Time. Fino a giugno 1998, scrive i testi di Punto d'incontro, programma-contenitore di Radiodue, per cui in voce una rubrica di cinema.  Tra il 2003 e il 2004 è opinionista di Vacanze romane e Buongiorno domenica che Dina Luce conduce su Nuova Spazio Radio; nello stesso periodo collabora con Sesto potere su RadioRoma. Nel 2006-'07 è opinionista Playwatch di Fabio Canino e Francesca Zanni su Play Radio. Nelle stagioni 2007-08/ 2008- luglio '09, cura la rubrica sulla tivù Breve durata d'ascolto, intervenendo su Radio Capital, a I Capitalisti di Flavia Cercato e Andrea Pellizzari (sostituito dal giornalista musicale Massimo Cotto). Dal 2005 firma la rubrica Mi scappa la TV all'interno del FizzShow su una syndication radiofonica nazionale; dal 2007 e per 9 anni elargisce Consigli per le letture su IdeaRadio. Tra il 2018 e il 2019 è l'ideatore e conduttore di Atuxtv e Techetechemé sul circuito nazionale InBlu Radio.

### Giornalismo
Dagli anni novanta ha scritto e curato rubriche di cultura, costume, spettacoli per Il Tempo, Il Giornale, Ecco, i quotidiani del gruppo Agl Espresso, Gioia, Bella, Set, Film Tv, Novella 2000, Campus, Maxim, Vera, Vent'anni, Il Mucchio Selvaggio, Nuovo male settimanale, Cosmopolitan, Intimità (diretto da Bice Biagi), King, Moda, Onda Tv, Radiocorriere TV, l'agenzia Italpress, Metro, Italia Oggi. Affaritaliani, il portale giornalistico Tiscali:Notizie.

## Opere

### Saggistica
- La sostenibile leggerezza del cinema (Edizioni Scientifiche Italiane, 2001) con Oriana Maerini
- Trucchi d'autore (Nutrimenti, 2005)
- Vi racconto Montalbano  (Datanews, 2006)
- Altri trucchi d'autore (Nutrimenti, 2007)
- Ci metto la firma (Aliberti, 2009)
- L'Italia s'è mesta (Giulio Perrone, 2010)
- È la TV Bellezza (Lupetti, 2012)
- Scrivere è l'infinito. Metodi rituali manie dei grandi narratori (Vallecchi Firenze, 2021)
- Ma che belle parole! Luciano Rispoli Il fascino discreto della radio e della Tv (Vallecchi Firenze, 2022)

### Narrativa
- L'inganno dell'ippocastano (Adriano Salani Editore, 2016) vincitore Premio Flaiano e Premio Mariano Romiti opera prima 2017
- Primo venne Caino (Adriano Salani Editore, 2018) vincitore Premio Internazionale di Letteratura Città di Como 2018, Premio Logos Cultura Milano International 2018 e Premio Letterario GialloCeresio 2019
- Una cagnolina non vola mica (Chiaredizioni, 2022)